# Under the Greenwood Tree
Under the Greenwood Tree, também chamado de Thomas Hardy's Under the Greenwood Tree, é um filme britânico de 1929, do gênero drama histórico, dirigido por Harry Lachman, com roteiro dele, Monckton Hoffe, Frank Launder e Rex Taylor baseado no romance Under the Greenwood Tree, de Thomas Hardy.

## Elenco
- Marguerite Allan - Fancy Day
- Nigel Barrie - Shinar
- John Batten - Dick Dewey
- Maud Gill - velha empregada
- Wilfred Shine
- Roberta Abel - Penny
- Antonia Brough
- Tom Coventry
- Robison Page
- Tubby Phillips
- Bill Shine
- Peggie Robb-Smith - Allan